# Jānis Sprukts
Jānis Sprukts, född 31 januari 1982 i Riga, Sovjetunionen, i nuvarande Lettland, är en lettisk professionell ishockeyspelare som spelar för slovakiska MHC Martin i Extraliga. Sprukts blev draftad av Florida Panthers i den åttonde rundan i 2000 års draft som nummer 234 totalt.

## Klubbar
- Lukko 1999–2001, 2007–2008
- Acadie–Bathurst Titan 2001–2002, 2002–2003
- Vasa Sport 2002–2003
- ASK/Ogre 2003–2004
- Odense Bulldogs 2004
- HK Riga 2000 2004–2005
- HPK 2005–2006
- Florida Panthers 2006–2007, 2008–2009
- Rochester Americans 2006–2007, 2008–2009
- Dinamo Riga 2009–2012
- HK CSKA Moskva 2012–2013
- Lokomotiv Jaroslavl 2013–2014
- Fribourg-Gottéron 2015
- MHC Martin 2016–